# 熊本 (北宋)
熊本（？—1091年），字伯通，饶州鄱阳县（今江西鄱阳县）人，北宋政治人物。
宋仁宗庆历年间举进士。担任抚州军事判官，知建德县。宋神宗熙宁初年上书赞成变法，被任命为提举淮南常平，擢升为检正中书礼房公事，改户房。熙宁六年（1073年），为梓夔路察访使，击降泸州蛮，擢升为集贤殿修撰、同判司农寺，出为秦凤路都转运使。熙宁八年（1075年），又招降渝州南川少数部族。进知制诰，分司西京，历知滁州、广州、桂州。入为吏部侍郎，出知洪州、杭州及江宁府。有文集、奏议共八十卷。